# Alain Bordeleau
Alain Bordeleau, född 7 oktober 1956, är en friidrottare från Kanada. Han deltog vid olympiska sommarspelen 1984.